# Brinjahe
Brinjahe ist eine Gemeinde im Kreis Rendsburg-Eckernförde in Schleswig-Holstein.

## Geografie und Verkehr

### Geografische Lage
Das Gemeindegebiet von Brinjahe erstreckt sich im Naturraum Heide-Itzehoer Geest zwischen den Städten Rendsburg und Itzehoe südsüdwestlich von Jevenstedt im Naturpark Aukrug. Das Gewässerbett vom Bach Wisbek verläuft durch das Gemeindegebiet und entwässert in nordwestlicher Richtung etwa bei Kanalkilometer 49 in den Nord-Ostsee-Kanal. Die Barlau bildet (in Teilen) die östliche Gemeindegrenze ab.

### Gemeindegliederung
Neben dem Dorf gleichen Namens befinden sich auch die Wohnplätze Heidberg und Wisbek, sowie teilweise Barlohe, Freudenberg und Franzosenberg im Gemeindegebiet.

### Nachbargemeinden
Direkt angrenzende Nachbargemeinden von Brinjahe sind:
|          | Hamweddel                                   |           |
| Embühren | Kompassrose, die auf Nachbargemeinden zeigt | Stafstedt |
|          | Nienborstel                                 |           |

## Geschichte
Der Ort wurde 1538 erstmals als Brunnia erwähnt. Die Bedeutung des Ortsnamens ist nicht geklärt.

## Politik

### Gemeindevertretung
Bei der Kommunalwahl am 14. Mai 2023 wurden insgesamt sieben Sitze vergeben. Diese fielen erneut alle an die Kommunale Wählergemeinschaft Brinjahe. Die Wahlbeteiligung betrug 66,3 %.

### Wappen
Blasonierung: „Über einer gesenkten roten Spitze, diese belegt mit 5 silbernen Schwarzerlenblättern 2 : 3, in Silber ein linksgewendeter springender roter Hirsch.“

## Wirtschaft

### Wirtschaftsstruktur
Das Gemeindegebiet ist überwiegend landwirtschaftlich strukturiert.

### Verkehr
Durch das Gemeindegebiet verläuft, grob in Nord-Süd-Richtung, die Bundesstraße 77. Weiter nordwestlich durchquert der Nord-Ostsee-Kanal die Region.